# Myostola occidentalis
Myostola occidentalis là một loài nhện trong họ Theraphosidae.
Loài này thuộc chi Myostola. Myostola occidentalis được Hippolyte Lucas miêu tả năm 1858.